# Serbie dans la Première Guerre mondiale
Dès le premier jour de la crise de juillet, la Serbie s'affirme comme l'un des principaux protagonistes de la Première Guerre mondiale. En effet, au départ crise austro-serbe, le conflit devient, par le jeu des alliances à l'échelle européenne, une guerre d'usure à l'échelle du continent. Dans un premier temps victorieux face à la seule armée austro-hongroise, les Serbes doivent cependant battre en retraite à travers l'Albanie sous la double poussée des armées germano-austro-hongroises venues du Nord et de l'Ouest, et bulgares venues de l'Est. Recueillis par les Alliés, les Serbes, contrairement aux Monténégrins, poursuivent le combat contre les puissances centrales. Remises sur pied, réorganisées, les troupes serbes sont déployées en Macédoine grecque tandis que leur pays est sous occupation austro-hongroise ou annexés de fait à la Bulgarie. Au terme de deux années d'une guerre d'usure, les Serbes, appuyés par les Alliés, reconquièrent leur royaume en quelques semaines à l'automne 1918, tandis que les Slaves du Sud de la double monarchie proclament leur indépendance dans le cadre d'un éphémère État, avant de se fondre, le 1er décembre 1918, dans le nouveau royaume des Serbes, Croates et Slovènes, but de guerre du petit royaume de Serbie. 
Le nombre de soldats serbes morts s'élève à 400 000, les pertes civiles à environ 840 000, soit un total d'environ 1 240 000 serbes morts durant le conflit, soit plus de 20% de la population.

## La Serbie et le déclenchement de la guerre

### La Serbie face à l'Autriche-Hongrie

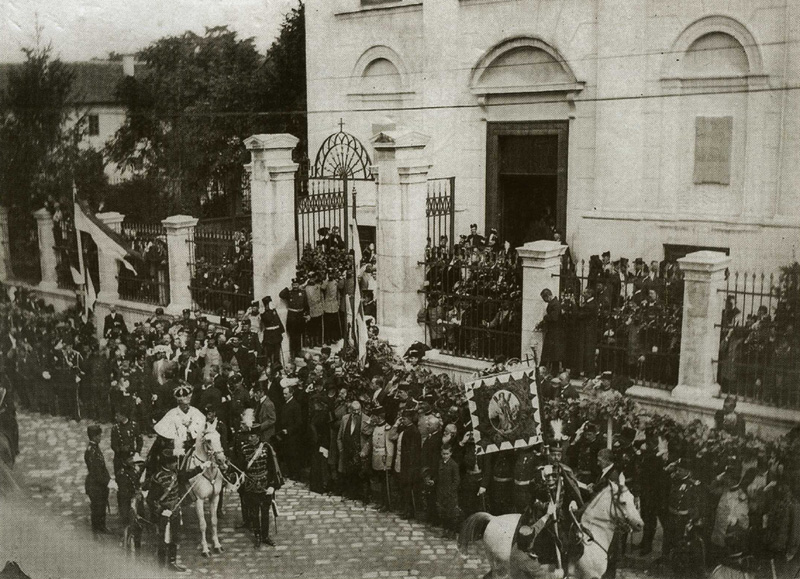
Couronnement de Pierre Ier Karageorgevitch à Belgrade, 19 septembre 1904.

Son indépendance reconnue par les puissances, la principauté de Serbie entretient des rapports problématiques avec l'Autriche-Hongrie et l'Empire allemand, dont l'influence dans les Balkans croît au fil de l'érosion de celle des Habsbourg. En effet, entre 1882, date de l'indépendance de la principauté, alors érigée en royaume, et le 28 juillet 1914, date du déclenchement du conflit austro-serbe, les relations entre Belgrade et Vienne se caractérisent par une grande instabilité : entre 1878 et 1903, la dynastie des Obrenović s'aligne de plus en plus sur ses voisins du nord, puis, à partir de 1903, marquée par coup d'État qui renverse les Obrenović, le royaume, sous l'impulsion de la nouvelle dynastie régnante, se tourne vers un nationalisme serbe qui compromet le fragile équilibre issu du compromis austro-hongrois. 
En 1882, la Serbie, jusqu'alors autonome au sein de l'empire ottoman, accède à l'indépendance, sous la tutelle de la dynastie des Obrenović. Rapidement, cette indépendance suscite une sourde hostilité de la part de la monarchie de Habsbourg, cette dernière prétendant intégrer la Serbie à sa zone d'influence, voire l'annexer. Les Obrenović, qui redoutent par ailleurs les ambitions régionales de la principauté de Bulgarie soutenue par la Russie, mène une politique d'alliance de plus en plus affirmée avec Vienne. Une série de traités mettent la Serbie dans une situation de soumission politique et de forte dépendance économique. 
En 1903, le coup d'État portant au pouvoir la dynastie des Karageorgevitch, l'autre famille princière serbe, modifie radicalement les rapports de la Serbie avec son voisin du nord : le royaume ne cache pas son ambition de regrouper les populations slaves du Sud aux dépens de l'ensemble austro-hongrois. Dès 1904, les Austro-Hongrois tentent de soumettre le royaume, par un embargo commercial, par des pressions politiques ou par la mise en place d'une ligne ferroviaire directe reliant le condominium de Bosnie-Herzégovine et le Sandjak de Novipazar, sous occupation austro-hongroise depuis 1878, à l'Empire ottoman. En 1906, le changement de gouvernement de la monarchie des Habsbourg réveille les antagonismes austro-serbes. En effet, Aloïs Lexa von Aehrenthal, partisan d'une politique active dans les Balkans, assume les fonctions de ministre commun des affaires étrangères. Souhaitant réduire la Serbie comme acteur politique indépendant, il se propose de briser le royaume, économiquement d'abord, par un embargo des marchandises serbes, la guerre des cochons, principale marchandise serbe visée par l'embargo austro-hongrois, puis par l'annexion de la Bosnie-Herzégovine.

### La Serbie et ses alliés
Durant les précédentes crises régionales, la crise bosniaque de 1909 et la deuxième guerre balkanique de 1913, la Serbie avait été obligée de céder aux exigences de Vienne. En effet, durant ces deux moments de tension, la Russie, principal soutien du royaume depuis 1903, se trouvait dans l'incapacité de soutenir efficacement son allié, y compris jusqu'en cas de guerre austro-serbe. 
En 1914, cependant, la Russie ne peut rester sans réagir à la déclaration de guerre des puissances centrales à la Serbie, en dépit des mesures préconisées par les Britanniques,. 
Enfin, la Serbie est liée par un traité d'alliance avec le royaume de Grèce, signé le 1er juin 1913, obligeant chacun des deux partenaires à intervenir en cas d'attaque contre l'autre.

### La Serbie dans la Crise de Juillet

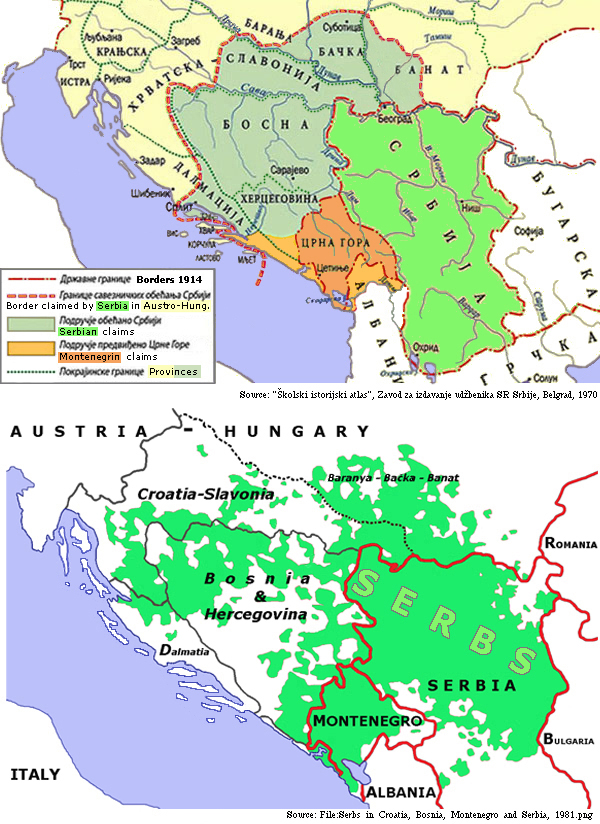
Distribution ethnique et buts de guerre irrédentistes de la « Grande Serbie » et du Monténégro dans la Première Guerre mondiale.

Le 28 juin 1914, l'héritier du trône de la monarchie danubienne, François-Ferdinand d'Autriche, en tournée d'inspection en Bosnie-Herzégovine, est assassiné par un nationaliste "Yougoslave" serbe qui avec un groupe de serbes organise l'attentat, Gavrilo Princip.
Rapidement, les premiers résultats de l'enquête menée par les policiers austro-hongrois mettent en exergue un vaste réseau de complicités s'étendant jusque dans le royaume de Belgrade ; cependant, en dépit de fortes présomptions, ces policiers ne parviennent pas à obtenir des preuves irréfutables de la complicité d'officiels serbes dans la conspiration visant à abattre l'héritier des couronnes impériale et royale. 
Rapidement soutenus par le Reich, les responsables austro-hongrois décident, à partir du 7 juillet 1914, de s'engager dans une politique de conflit armé avec le royaume de Serbie, de mener une « expédition de châtiment ».  Le 23 juillet, une note est remise par l'ambassadeur austro-hongrois à Belgrade au gouvernement Serbe, qui dispose de 48 heures pour en accepter les termes. Le gouvernement de Belgrade en accepte formellement les termes, mais, face à cette réponse, le gouvernement austro-hongrois rompt les relations diplomatiques avec la Serbie, puis déclare la guerre au royaume.

### Buts de guerre du royaume et dans le royaume
Dès le déclenchement du conflit, il apparaît rapidement que l'équilibre hérité de la deuxième guerre balkanique n'est pas stable, et est destiné à être modifié par l'issue du conflit austro-serbe puis européen.
La Serbie, comme tous les belligérants, part avec un certain nombre de buts de guerre qu'elle espère faire valoir en cas de victoire, souhaitant la constitution d'une grande Serbie ou d'un vaste ensemble des Slaves du Sud. À partir de l'automne 1915, le gouvernement royal en exil se fixe comme priorité la libération du territoire, avec l'aide des Alliés. 
Au contraire, les buts de guerre de l'Autriche-Hongrie, à partir de ce qui n'était qu'une « expédition de châtiment », visent à mettre fin à l'indépendance politique et économique de la Serbie, voire à en extirper l'identité nationale serbe., Cette politique austro-hongroise exprime la volonté des puissances centrales de combattre l'influence serbe (et à travers elle, le panslavisme) et, sur le plan religieux, d'opposer une variante d'austroslavisme catholique militant (promue par François-Ferdinand d'Autriche) à la politique du Vatican, plus conciliante envers l'orthodoxie serbe (la diplomatie vaticane avait, en effet, ratifié un concordat avec Belgrade à la fin du mois d'août 1914).
En 1915, reprenant la politique menée par son royaume au cours des guerres balkaniques, le roi Ferdinand de Bulgarie se montre intéressé par l'annexion de la Macédoine slave, conquise par la Serbie pendant la deuxième guerre balkanique.
En 1917, les Allemands souhaitent la création d'un État réunissant les anciens royaume de Serbie et du Monténégro, amputée de portions de territoires annexés à la Bosnie-Herzégovine austro-hongroise : de même que l'Autriche-Hongrie, ce nouvel État est promis à rejoindre la sphère d'influence allemande en Europe centrale et orientale.

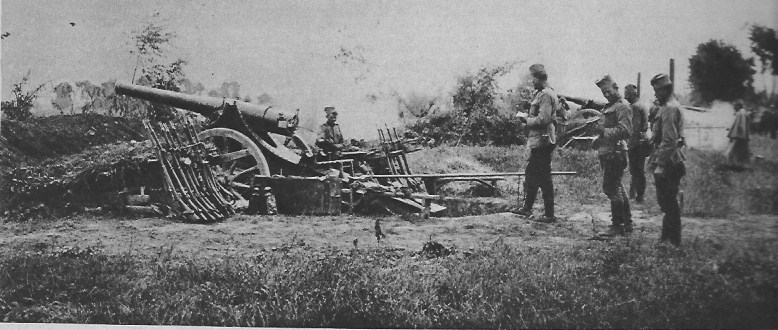
Canon de Bange de 120 mm de l'armée serbe, de fabrication française, devant Belgrade. Le Miroir, octobre 1915.

## Armée serbe

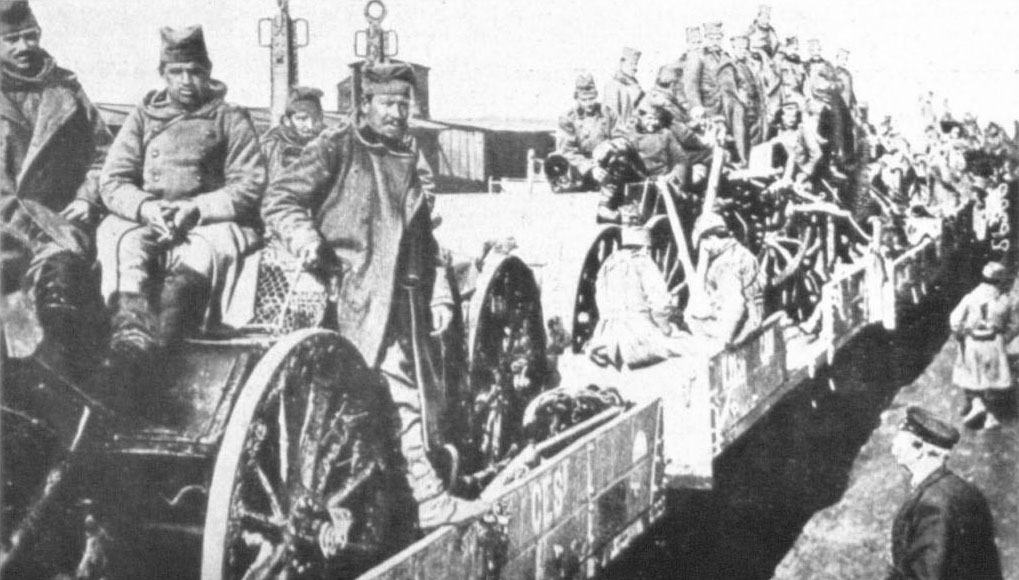
Transport d'artillerie serbe vers la frontière, 1914.

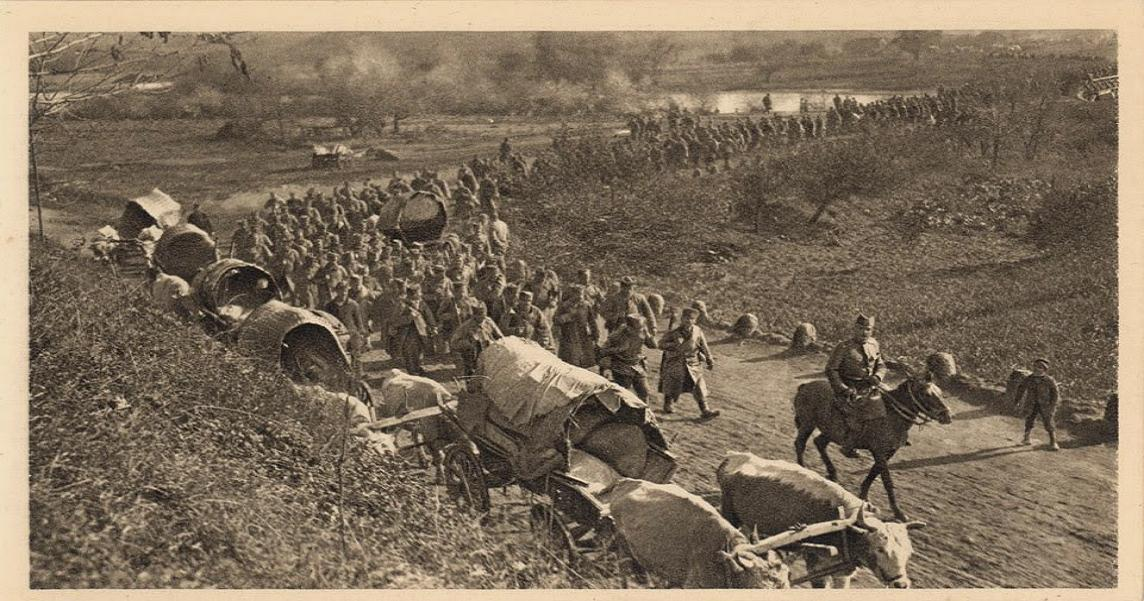
Infanterie serbe et transport par chars à bœufs, 1915.

### Armée engagée en 1914
Face à l'Armée commune austro-hongroise, l'armée serbe sort de près de deux années de campagnes ininterrompues, face à l'Empire ottoman, puis face à la Bulgarie. 
Forte de 400 000 hommes, elle compte de nombreuses faiblesses. Tout d'abord l'armement est déficient, l'artillerie limitée en nombre de pièces et ses munitions sont comptés, les fusils eux-mêmes sont en nombre limité. De plus, les services sanitaires sont déficients.

### L'armée reconstituée à partir de 1916
Sauvegardée en dépit de la débâcle de l'automne et de l'hiver 1915, l'armée, embarquée dans les ports albanais, les troupes serbes rescapées sont dirigées vers Corfou afin d'être réorganisées et remise en conditions pour poursuivre le combat.
Ainsi, les soldats sont rééquipés à neuf, au moyen d'effets et de matériel militaires français, tandis qu'une mission militaire française s'attelle à l'entraînement des hommes ; rapidement, six divisions sont remises sur pieds, permettant la constitution de trois armées, homogènes et bien entraînées.

### Le retour de l'armée serbe dans les Balkans 1916-1918
Rapidement, les effets de l'entraînement et d'un cadre sanitaire renforcé se font sentir, ; ainsi, le 15 avril 1916, le régent Alexandre publie un ordre du jour incitant ses troupes au combat, tandis que les premières unités serbes sont transférés sur le front de Macédoine à partir 12 avril précédent.
125 000 soldats sont rapidement déployés sur le front de Macédoine ; regroupées en 4 divisions, la nouvelle armée serbe est placée sous le commandement opérationnel du commandant du front d'Orient, Maurice Sarrail. En dépit de querelles de prestige, ces troupes disposent d'une réelle autonomie sur place. Cette armée est rapidement déployée à proximité de la Serbie. À partir de l'été 1916, cette armée fait la preuve de son efficacité, en prenant Florina en juillet 1916, puis, en août, en endiguant rapidement l'offensive bulgare lancée de manière préventive pour contrer les projets serbo-roumains,.

## La Serbie, champ de bataille

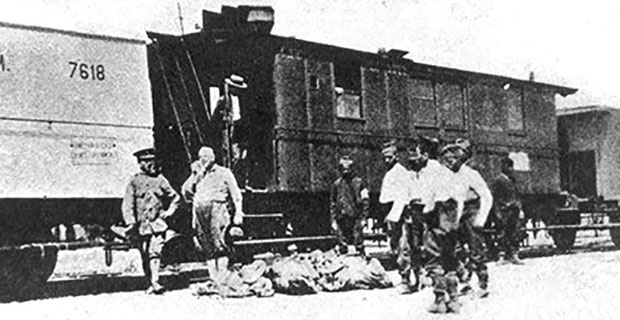
Train spécial de désinfection et vaccination : le typhus tue plus que les combats.

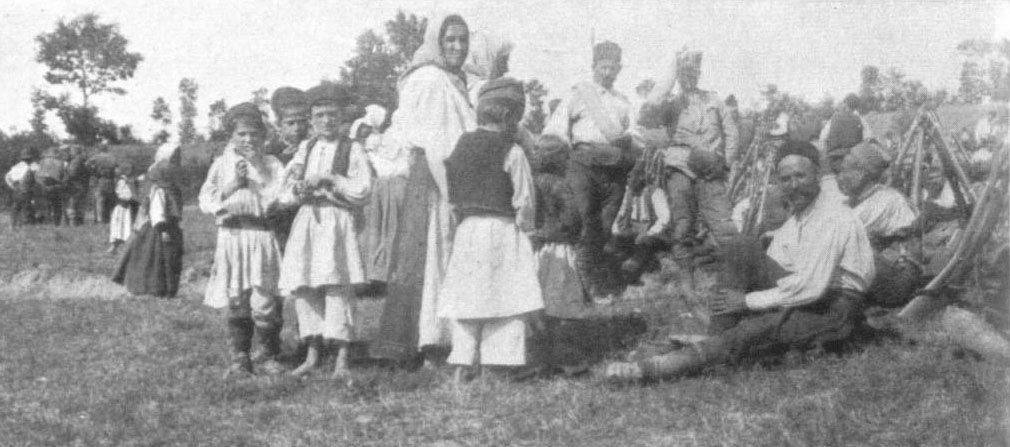
Réfugiés demandant du pain à des soldats serbes à Pecka, 1914.

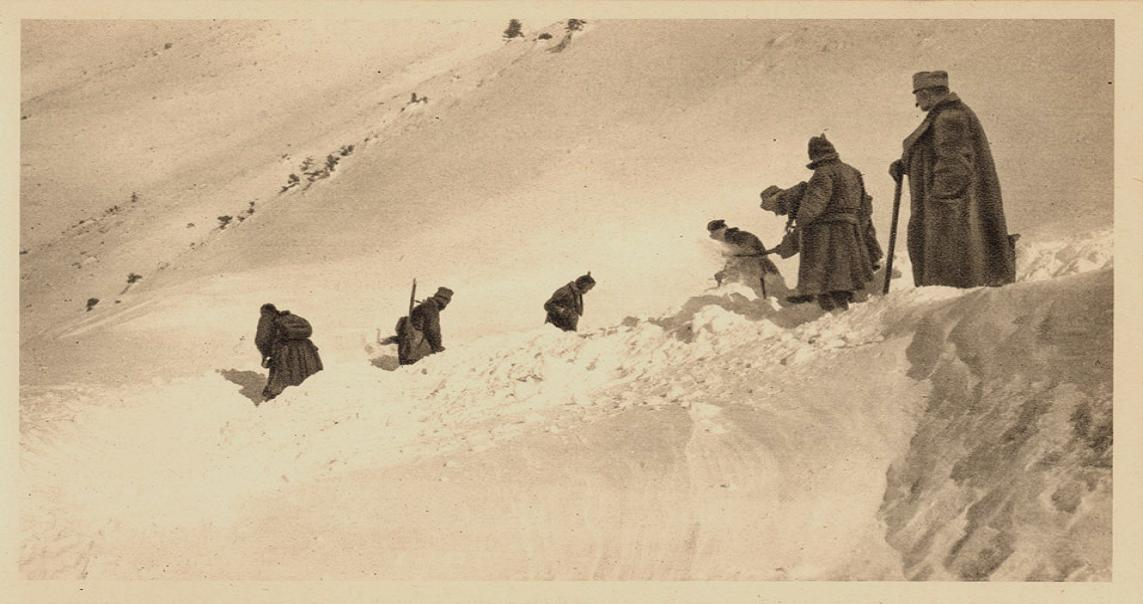
Retraite serbe dans les montagnes d'Albanie, 1915.

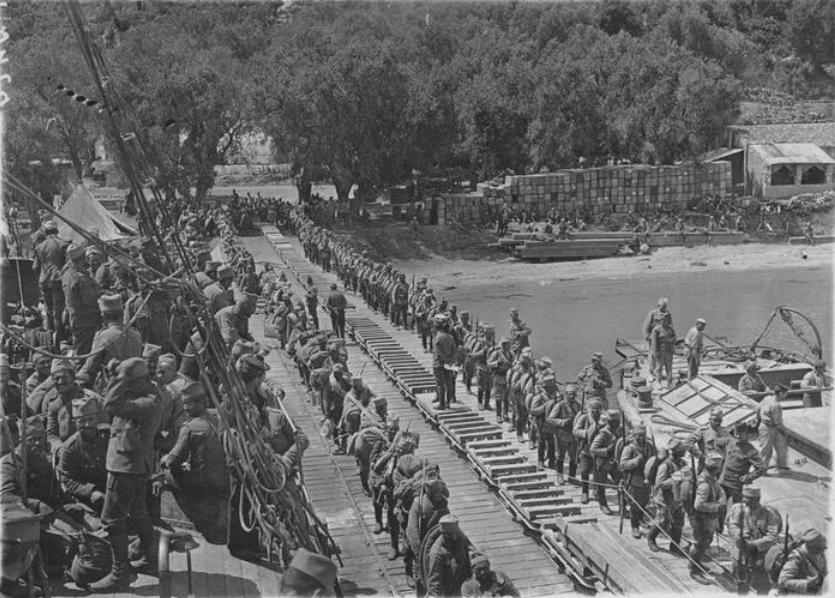
Troupes serbes embarquant sur des bateaux français à Corfou, 1916.

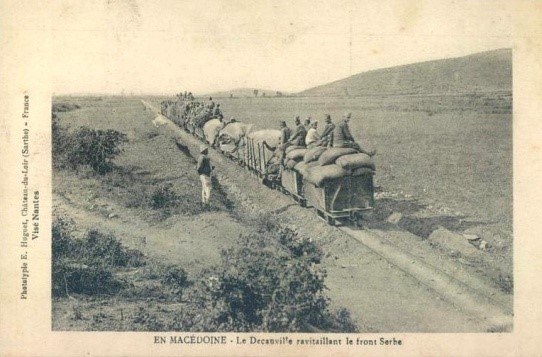
En Macédoine : chemin de fer Decauville ravitaillant le front serbe, v.1916-1917.

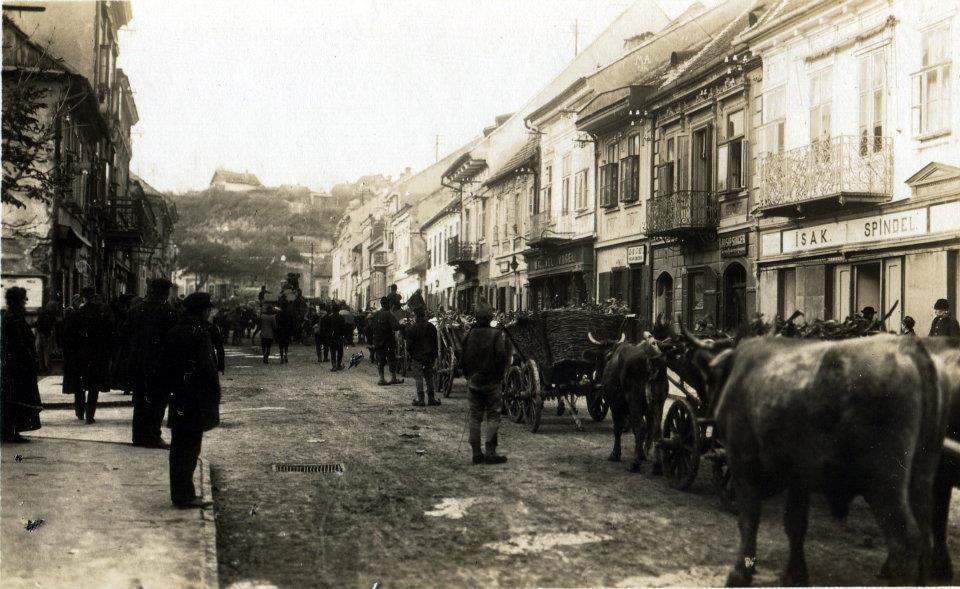
Évacuation de Belgrade par l'armée serbe, 1914-1915.

### Campagne de 1914
La campagne de Serbie, lancée par les Austro-Hongrois dès les premiers jours de la Première Guerre mondiale, constitue la première tentative des puissances centrales pour s'emparer des territoires du royaume de Serbie. Mettant aux prises des unités serbes et des unités austro-hongroises, la campagne de 1914 tourne rapidement à l'avantage des Serbes. 
Belgrade est occupée par les Austro-hongrois, puis rapidement reprise par l'armée serbe.
À la fin de l'année 1914, le front se stabilise, les Serbes ayant repoussé les troupes de la double monarchie hors du royaume.

### Campagne de 1915
L'entrée en guerre de la Bulgarie aux côtés des puissances centrales modifie le rapport de force créé à la suite des offensives serbes en Albanie. Ainsi, sollicité dès l'été 1915 par les puissances centrales, le royaume bulgare s'engage dans la guerre aux côtés des puissances centrales. Rapidement, une opération est montée par les stratèges austro-allemands, attaquant la Serbie par le Nord, depuis le Danube, et depuis l'Est. 
Rapidement concentrées face à Belgrade et en Bosnie-Herzégovine, les unités austro-allemandes passent à l'offensive le 6 octobre 1915, franchissant rapidement le Danube, occupant Belgrade dans les jours qui suivent, repoussant les unités serbes dans la vallée de la Morava. Quelques jours plus tard, alors que la frontière bulgare est pratiquement dégarnie, les unités bulgares passent à l'action, coupant la ligne de retraite vers Salonique,. 
Rapidement, après l'échec des tentatives alliées de soutien à l'armée en retraite, le commandement serbe décide de battre en retraite à travers l'Albanie à partir du 23 novembre 1915. Au terme de jours de marches épuisantes dans les montagnes albanaises, les unités serbes sont secourues par les navires de l'Entente.

### Campagne de 1918
Au terme de deux années de guerre de positions, les Alliés organisent, depuis les régions de Macédoine sous leur contrôle, une vaste offensive de rupture contre le front bulgare affaibli et mal étayé. Rapidement, les unités serbes, réorganisées et rééquipées par la France, jouent un rôle essentiel durant l'offensive de rupture. Rapidement, la rupture est obtenue, la Bulgarie se retire du conflit, acceptant les clauses d'armistice que lui présentent les Alliés : les troupes bulgares doivent évacuer la Serbie dans des délais assez brefs.
Rapidement, à la suite de l'évacuation bulgare, la reconquête du royaume prend les allures d'une vaste guerre de mouvement. En effet, face à des troupes allemandes qui retraitent méthodiquement en détruisant les infrastructures routières et ferroviaires, un groupement franco-serbe extrêmement mobile balaie tous les barrages positionnés sur son passage par le commandement austro-allemand. Ce groupe, éloigné de ses bases de ravitaillement, se ravitaille dans le pays, appuyé par les partisans serbes, ravitaillé par les paysans. 
Le 1er novembre 1918, les unités franco-serbes rentrent dans Belgrade, après avoir atteint le Danube quelques jours plus tôt.

### Occupation austro-bulgare

Le partage de la Serbie selon le protocole d'alliance entre la Bulgarie et les puissances centrales.

## Sortie de conflit

Réfugiés serbes accueillis par la Croix-Rouge américaine à Skopje, v.1917-1919.

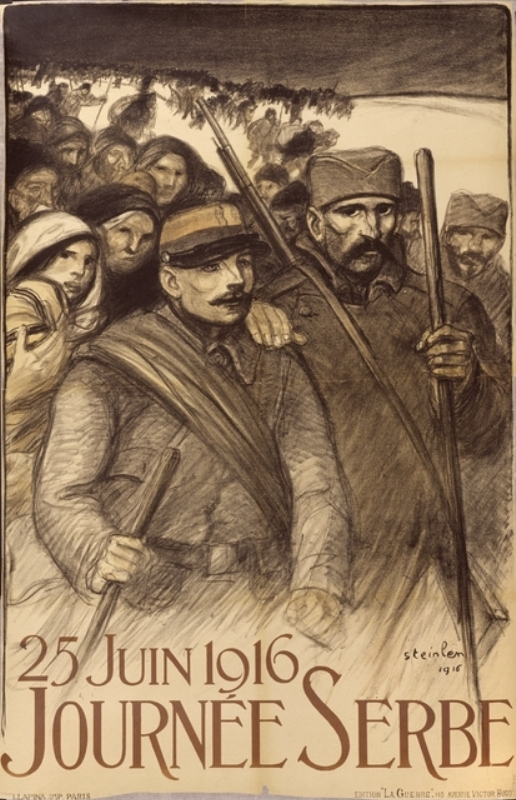
Journée serbe. Affiche de solidarité française en 1916.

### Maintien du royaume dans la guerre
Rapidement, après la désastreuse campagne de 1915, le gouvernement, le roi Pierre, et son fils, le régent Alexandre multiplient les initiatives en vue de maintenir le royaume dans le conflit ; ainsi, dès le printemps 1916, les premières unités serbes sont déployées en Grèce afin de pouvoir appuyer les troupes alliées concentrées à Salonique et dans ses environs.